# (33750) Davehiggins
(33750) Davehiggins és un asteroide del cinturó principal d'asteroides descobert el 6 de setembre de 1999, a Fountain Hills (Arizona, EUA) per Charles W. Juels. Presenta una òrbita caracteritzada per un semieix major de 2,79 ua, una excentricitat de 0,32 i una inclinació de 32,7° pel que fa a l'eclíptica.